# Cá ăn gỗ
Cá ăn gỗ hoặc Panaque là một chi cá phân bố tại vùng Nam Mỹ, chúng có đặc điểm đặc biệt là có thể ăn được gỗ. Đây là mới được phát hiện ở rừng nhiệt đới Amazon.

## Đặc điểm
Cá ăn gỗ có chiều dài cơ thể vào khoảng 70 – 80 cm và được bao bọc bởi lớp vảy cứng, dày như một bộ áo giáp sắt. Chúng có hàm răng sắc, nhọn, vô cùng khỏe, có khả năng gặm gỗ từ các thân cây đổ xuống dưới nước. Cá ăn gỗ sở hữu hàm răng chắc khỏe, giống như những chiếc thìa cạo.

## Thức ăn
Cá ăn gỗ theo tên gọi của chúng nhưng không tiêu hóa gỗ mà chỉ hấp thụ các loại chất hữu cơ có ở trong gỗ như tảo, các loại thực vật, động vật nhỏ sống bám trên gỗ. Phần gỗ còn lại sẽ bị thải loại ra khỏi cơ thể. Thời gian để chúng thải gỗ ra khỏi cơ thể của mình thường ít hơn 4 giờ đồng hồ. Đây được xem là một khoảng thời gian rất ngắn cho một loài động vật ăn gỗ.
Khác với suy nghĩ rằng loài cá ăn gỗ này phải có một tổ hợp các loại vi khuẩn để giúp chúng tiêu hóa gỗ nhưng những vi sinh vật lại có ở chính dòng sông và trên các khúc gỗ. Khả năng ăn gỗ của loài cá này có thể xuất phát từ việc cạnh tranh nguồn thức ăn với các loại cá khác trong khu vực sông Amazon.

## Phân loài
Cá tỳ bà hoàng gia (Panaque nigrolineatus)